# Список островов архипелага Северная Земля
Жирным выделены относительно крупные острова.
- Остров Арнгольда
- Базар (остров)
- Базовый (остров)
- Близкий (остров, Карское море)
- Близкий (остров, море Лаптевых)
- Ближний (остров, Красноярский край)
- Большевик (остров)
- Большой (остров, Карское море)
- Большой (остров, море Лаптевых) (Острова Краснофлотские (полярная станция))
- Большой Известняковый
- Буян (остров)
- Весенний (остров)
- Остров Воллосовича
- Восточный (остров, архипелаг Седова)
- Восточный (остров, Опасные)
- Высокий (остров, Россия)
- Главный (остров)
- Глинистый (остров)
- Голомянный (Остров Голомянный (полярная станция))
- Горбатый (остров, Красноярский край)
- Гребень (остров)
- Остров Двух Товарищей
- Домашний (остров)
- Забор (остров)
- Забытый (остров)
- Западный (остров)
- Защитная (коса)
- Изменчивый
- Капля (остров)
- Остров Каштанки
- Клин (остров)
- Колобок (остров)
- Колокол (остров)
- Коммунар (остров)
- Комсомолец (остров)
- Корга (остров)
- Косистый
- Крайний (остров, острова Демьяна Бедного)
- Круглый (остров, Красноярский край)
- Остров Крупской
- Крылатая (коса)
- Остров Лаврова (Красноярский край)
- Лагерный (остров, Красноярский край)
- Линейный (остров)
- Лишний (остров)
- Лопастной (остров)
- Льдинка (остров, Красноярский край)
- Малый (остров, Северная Земля)
- Малый Таймыр (Остров Малый Таймыр (полярная станция))
- Малыш (остров)
- Мачтовый (остров)
- Морской (остров)
- Найдёныш
- Незаметный
- Низкий (остров, залив Ахматова)
- Низкий (остров, побережье острова Найдёныш)
- Новик (остров)
- Новый (остров)
- Обманный
- Озёрный (остров)
- Октябрёнок (остров)
- Остров Октябрьской Революции
- Острый (остров)
- Открытый (остров)
- Пионер (остров)
- Пирожок (остров)
- Плавниковый (остров)
- Плоский (остров, Красноярский край)
- Поворотный (остров)
- Попутный (остров)
- Потерянный (остров)
- Преградная (коса)
- Преграждающий
- Пустой (остров)
- Раздельный (остров)
- Ракета (остров)
- Остров Самойловича
- Остров Свердлова
- Северный (остров, Встречные)
- Северный (остров, Входные)
- Северный (остров, острова Демьяна Бедного)
- Слитый
- Спортивный (остров)
- Средний (остров, архипелаг Седова)
- Средний (остров, Краснофлотские)
- Средний (остров, море Лаптевых)
- Остров Старокадомского
- Стерегущий (остров)
- Сторожевой (остров)
- Стрела (остров)
- Стяг (коса)
- Суровый (остров)
- Сухой (остров)
- Таш (остров)
- Трудный (остров)
- Утёнок (остров)
- Фигурный (остров)
- Хитрый
- Хлебный (остров)
- Часовой (остров)
- Червяк (остров)
- Чёрный (остров)
- Чистиков (остров)
- Шар (остров)
- Остров Шмидта
- Южный (остров, Встречные)
- Южный (остров, Входные)

## Группы островов
- Архипелаг Седова
  - Восточный (остров, архипелаг Седова)
  - Голомянный (Остров Голомянный (полярная станция))
  - Домашний (остров)
  - Средний (остров, архипелаг Седова)
  - Стрела (остров)
  - Фигурный (остров)
- Береговые (острова) (2)
  - Большой (остров, море Лаптевых)
  - Малый (остров, Северная Земля)
- Бурунные (2)
- Встречные (3)
  - Северный (остров, Встречные)
  - Южный (остров, Встречные)
- Входные (острова) (2)
  - Северный (остров, Входные)
  - Южный (остров, Входные)
- Острова Демьяна Бедного
  - Главный (остров)
  - Колобок (остров)
  - Колокол (остров)
  - Крайний (остров, острова Демьяна Бедного)
  - Ракета (остров)
  - Северный (остров, острова Демьяна Бедного)
  - Утёнок (остров)
  - Червяк (остров)
- Диабазовые
- Известняковые (3)
  - Большой Известняковый
  - Горбатый (остров, Красноярский край)
  - Круглый (остров, Красноярский край)
- Острова Колосова (2)
- Острова Кошки (2)
- Краснофлотские (7)
  - Гребень (остров)
  - Большой (остров, Карское море) (Острова Краснофлотские (полярная станция))
  - Плоский (остров, Красноярский край)
  - Средний (остров, Краснофлотские)
- Майские (острова) (9)
  - Весенний (остров)
  - Крылатая (коса)
  - Стяг (коса)
- Матросские (2)
- Мористые
- Моренные
- Незаметные
- Оленьи (острова) (4)
- Опасные (острова) (2)
  - Восточный (остров, Опасные)
  - Западный (остров)
- Разные (острова)
- Острова Транзе (2)

## Безымянные
- 11 островов у побережья острова Малый Таймыр
- острова в устье реки Студёной
- острова в устье реки Кроткая
- острова в устье реки Быстрица
- острова в устье реки Каменка
- острова в озере Студёное (2)
- остров у мыса Давыдова
- остров в бухте Закрытая
- острова в устье реки Неожиданная
- 4 острова в бухте Сомнений
- остров в бухте Яковкина
- остров в озере Острое
- остров западнее острова Базар
- острова в дельте реки Курчавая
- 2 острова в озере Островное
- 2 острова в бухте Одобной
- 3 острова у берега Октябрьской Революции
- остров в озере Изменчивое
- малые острова у побережья острова Большевик
- малый безымянный рядом с Льдинкой
- два безымянных у берега Комсомольца севернее реки Широкой
- множество безымянных южнее мыса Локоть и один западнее
- безымянный остров южнее мыса Карла Либкнехта
- безымянный остров южнее островов Моренных
- три безымянных у побережья Комсомольца
- 2 острова в заливе Панфиловцев
- множество островов в бухте Фьорд Матусевича
- остров в озере Фьордовое
- острова в бухтах Красная и Сказочная
- остров в бухте Закрытая
- 5 островов в бухте Советская
- 6 островов в бухте Мутная
- остров в бухте Терпения
- остров в бухте Клюв
- три острова в проливе Лодочный
- два малых у побережья острова Большого
- остров у берега Плоского
- крупный безымянный южнее Воллосовича
- 14 безымянных у побережья острова Октябрьской Революции
- 18 безымянных в проливе Красной Армии
- остров в бухте Узловая
- два малых у берегов острова Суровый
- два безымянных в группе островов Демьяна Бедного
- большое количество безымянных островов у побережья острова Комсомолец
- безымянные острова 6 штук у острова Весенний